# Sonnenberg-Winnenberg
Sonnenberg-Winnenberg ist eine Ortsgemeinde im Landkreis Birkenfeld in Rheinland-Pfalz. Sie gehört der Verbandsgemeinde Birkenfeld an.

## Geographie
Die „Doppelgemeinde“, bestehend aus den beiden Ortsteilen Sonnenberg und Winnenberg, liegt an der Nahe. Im Osten am gegenüberliegenden Naheufer befindet sich Frauenberg, im Süden Kronweiler, im Westen Niederbrombach und nördlich liegt Idar-Oberstein.
Zu Sonnenberg-Winnenberg gehören auch die Wohnplätze Birkensiedlung, Hohensteiner Hof und Schlesierhof.

## Bevölkerungsentwicklung
Die Entwicklung der Einwohnerzahl von Sonnenberg-Winnenberg, die Werte von 1871 bis 1987 beruhen auf Volkszählungen:
| Jahr | Einwohner |
| ---- | --------- |
| 1815 | 82        |
| 1835 | 151       |
| 1871 | 243       |
| 1905 | 264       |
| 1939 | 408       |

| Jahr | Einwohner |
| ---- | --------- |
| 1950 | 466       |
| 1961 | 551       |
| 1970 | 628       |
| 1987 | 536       |
| 1997 | 538       |

| Jahr | Einwohner |
| ---- | --------- |
| 2005 | 530       |
| 2011 | 477       |
| 2017 | 434       |
| 2023 | 423       |

## Politik

### Gemeinderat
Der Gemeinderat in Sonnenberg-Winnenberg besteht aus acht Ratsmitgliedern, die bei der Kommunalwahl am 9. Juni 2024 in einer Mehrheitswahl gewählt wurden, und dem ehrenamtlichen Ortsbürgermeister als Vorsitzendem. 2009–2014 gehörten dem Gemeinderat zwölf Ratsmitglieder an.

### Bürgermeister
Frank Robbert wurde am 25. November 2021 Ortsbürgermeister von Sonnberg-Winnenberg. Bei der Direktwahl am 7. November 2021 war er mit einem Stimmenanteil von 78 % gewählt worden. Frank Robbert wurde bei den Kommunalwahlen am 9. Juni 2024 mit einem Stimmenanteil von 97,3 % in seinem Amt bestätigt.
Robberts Vorgänger Ottmar Ding hatte das Amt seit 1989 ausgeübt. Zuletzt bei der Direktwahl am 26. Mai 2019 wurde er mit einem Stimmenanteil von 68,83 % in seinem Amt bestätigt. Ding verstarb am 12. Juli 2021 nach langer, schwerer Krankheit im Alter von 72 Jahren.

### Wappen
| Wappen von Sonnenberg-Winnenberg | Blasonierung: „Unter rot-silbern geschachtem Schildhaupt in Blau eine aufsteigende schwarze Spitze, belegt mit einem goldenen ‚W‘, im Feld eine goldene durch die Spitze begrenzte Sonne.“                                              |
| Wappen von Sonnenberg-Winnenberg | Wappenbegründung: Das Schachbrettmuster erinnert an die frühere Zugehörigkeit zur Hinteren Grafschaft Sponheim. Unten wird redend der Ortsname dargestellt. Das Wappen wurde 1963 vom rheinland-pfälzischen Innenministerium genehmigt. |

## Verkehr
Im Nordwesten verläuft die Bundesstraße 41, die im Süden zur Bundesautobahn 62 führt. Der Bahnhof in Sonnenberg wurde 1963 stillgelegt. Der nächstgelegene Haltepunkt der Bahnstrecke Bingen–Saarbrücken ist in Kronweiler.